# Ambika Mod
Ambika Bhakti Mod (Hatfield, Hertfordshire, 2 de octubre de 1995) es una actriz, comediante y guionista británica. Conocida por su papel de Shruti Acharya en el drama médico de la BBC, This is Going to Hurt (2022) y Emma Morley en la miniserie de Netflix One Day (2024).

## Biografía
Ambika Mod nació en la localidad de Hatfield y creció en Potters Bar situado en el condado inglés de Hertfordshire (Reino Unido). Es hija de inmigrantes indios; su madre llegó al Reino Unido cuando era niña y su padre cuando tenía unos 20 años. Durante su infancia y juventud asistió al Dame Alice Owen's School. Posteriormente, se graduó con una Licenciatura en Filología inglesa en el St Mary's College de la Universidad de Durham.
Mientras estaba estudiaba en la universidad, Mod descubrió la actuación y la comedia a través de la Revista de la universidad, también actuó en el Festival Fringe de Edimburgo de 2015 y se desempeñó como presidenta de la compañía en 2017.
Mod formó un dúo llamado Megan from HR con Andrew Shires. Actúa regularmente en el teatro de comedia improvisada The Free Association en Londres. Al principio de su carrera en la interpretación, trabajó como asistente personal en la revista Condé Nast como trabajo diurno mientras hacía comedia por la noche.
Después de participar en una serie de cortometrajes, en 2022 apareció en la comedia dramática médica de Adam Kay, basada en sus memorias del mismo título, This Is Going to Hurt junto a Ben Whishaw. La serie obtuvo elogios de la crítica. Daniel Fienberg, de The Hollywood Reporter, elogió la interpretación de Mod como lo más destacado entre los «personajes femeninos habituales» y agregó que convierte «la sincera fragilidad de Shruti en el verdadero corazón del programa», aunque, criticó que «algunas de las elecciones de la serie la convierten en más tropo que humana, más facilitadora del viaje de Adán que del suyo propio».
En 2024, Mod protagonizó junto a Leo Woodall, la serie One Day de Netflix, basada en la novela «Siempre el mismo día» de David Nicholls. A pesar de que inicialmente rechazó el papel debido a la naturaleza intensa de su papel en This Is Going to Hurt, Mod finalmente aceptó asumir el papel. La serie cuenta la historia de dos jóvenes que se reúnen anualmente durante veinte años tras una aventura platónica de una noche. La serie, junto con su actuación, recibió elogios de la crítica. Chitra Ramaswamy en el periódico británico The Guardian, elogió su actuación como una «revelación» y agregó que «es difícil creer que este sea su primer papel principal». Mientras hablaba de la alteración étnica de su personaje en la novela y la película, expresó su esperanza de que «abriera un poco las mentes de la gente», afirmando que es «consciente de lo importante que será para mucha gente, especialmente las mujeres jóvenes de color, especialmente las jóvenes del sur de Asia».
Mod interpretara un papel principal en la próxima serie de suspenso de Disney+, The Stolen Girl, una adaptación de la novela Playdate de Alex Dahl, donde compartirá protagonismo con Holliday Granger y en la película de comedia de acción y aventuras, Sacrifice.

## Filmografía

### Películas
| Año  | Título                           | Papel         | Notas         | Ref.   |
| ---- | -------------------------------- | ------------- | ------------- | ------ |
| 2018 | Fair Bnb                         | Izzy          | Cortometraje  |        |
| 2019 | Granddaughter                    | Phoebe        | Cortometraje  |        |
| 2020 | The Sacrifice (aka Leila Margot) | Rukhsana      | Cortometraje  |        |
| 2022 | Pet Name                         | Sophie        | Cortometraje  |        |
| 2025 | Black Bag                        | Angela Childs |               | [ 25 ] |
| 2025 | Sacrifice                        | Katie         | Posproducción | [ 26 ] |

### Televisión
| Año  | Título                | Papel          | Notas                                                  | Ref.   |
| ---- | --------------------- | -------------- | ------------------------------------------------------ | ------ |
| 2019 | The Mash Report       | Sarah          | Episodio 4x06 (programa de comedia satírica de la BBC) |        |
| 2020 | The B@it              | Samantha       | Episodio: «Ending other people's relationships»        |        |
| 2020 | The News Quiz         | -              | Guionista                                              |        |
| 2020 | The Now Show          | -              | Guionista                                              |        |
| 2021 | Trying                | Usher          | Episodio: «I'm Scared»                                 | [ 27 ] |
| 2022 | This is Going to Hurt | Shruti Acharya | 7 episodios                                            |        |
| 2022 | I Hate Suzie Too      | Una Finch      | 2 episodios                                            | [ 28 ] |
| 2023 | Pet Name              | Sophie         | Cortometraje                                           |        |
| 2024 | One Day               | Emma Morley    | Papel principal; 14 episodios                          | [ 29 ] |
| —    | The Stolen Girl       | Selma Desai    | En producción: miniserie 5 episodios                   | [ 30 ] |

## Teatro
| Año  | Título                  | Papel | Teatro                    |        |
| ---- | ----------------------- | ----- | ------------------------- | ------ |
| 2015 | Cirque du Sillý         |       | Edinburgh Fringe Festival | [ 31 ] |
| 2019 | Children of the Quorn   |       | Edinburgh Fringe Festival | [ 32 ] |
| 2024 | ''3''                   |       | Edinburgh Fringe Festival | [ 33 ] |
| 2024 | White Rabbit Red Rabbit |       | @sohoplace                | [ 34 ] |

## Premios y nominaciones
| Año  | Premio                                    | Categoría                                   | Trabajo nominado      | Resultado     | Ref.   |
| ---- | ----------------------------------------- | ------------------------------------------- | --------------------- | ------------- | ------ |
| 2020 | Funny Women Awards                        | Teatro                                      |                       | Semifinalista | [ 35 ] |
| 2023 | Broadcasting Press Guild Awards           | Mejor actriz                                | This Is Going to Hurt | Ganadora      | [ 36 ] |
| 2023 | Royal Television Society Programme Awards | Actriz de reparto                           | This Is Going to Hurt | Ganadora      | [ 37 ] |
| 2024 | Premios Gotham                            | Actuación excepcional en una serie limitada | One Day               | Nominada      | [ 38 ] |